# District de Gelnica
Le district de Gelnica est l'un des 79 districts de Slovaquie dans la région de Košice.

## Démographie

### Évolution de la population
| Année:               | 1994.  | 2004.   | 2014.   | 2024.   |
| -------------------- | ------ | ------- | ------- | ------- |
| Nombre de personnes: | 30 034 | 31 006  | 31 504  | 31 787  |
| Différence:          |        | +3,23 % | +1,60 % | +0,89 % |

| Année:               | 2023.  | 2024.   |
| -------------------- | ------ | ------- |
| Nombre de personnes: | 31 736 | 31 787  |
| Différence:          |        | +0,16 % |

## Liste des communes
Source :

### Ville
Gelnica

### Villages
Helcmanovce, Henclová, Hrišovce, Jaklovce, Kluknava, Kojšov, Margecany, Mníšek nad Hnilcom, Nálepkovo, Prakovce, Richnava, Smolnícka Huta, Smolník, Stará Voda, Švedlár, Úhorná, Veľký Folkmar, Závadka, Žakarovce